# Kasey Keller
Kasey Keller, född 27 november 1969 i Olympia, Washington, är en amerikansk före detta fotbollsmålvakt. Han har deltagit i fyra VM-slutspel och gjorde totalt 102 landskamper för USA.

## Klubbkarriär

### Portland
Kasey Keller spelade för Portland Pilots när han gick i college. Under sitt första år var han med och ledde laget till semifinal i NCAA. 1989 gjorde han 10 matcher för Portland Timbers i Western Soccer Alliance. Keller höll nollan i 8 av 10 matcher och blev nominerad till MVP samma år.

### Millwall
1992 skrev Kasey Keller på för Millwall, där han var i fyra år. Sammanlagt så spelade han 202 matcher och under sin första säsong blev han utsedd till årets spelare i Millwall. När Millwall säsongen 1995/1996 blev degraderade till det som nu är League One så såldes Keller till Leicester City för 900 000 pund.

### Leicester City
15 augusti 1996 blev övergången klar som tog Keller till Leicester. Under sin första säsong var han med och vann ligacupen. Även 1999 nådde Leicester final i ligacupen men ett mål i slutet av Allan Nielsen gav Tottenham Hotspur segern. Sommaren 1999 lämnade Kasey Keller för spanska Rayo Vallecano där han stannade i två år.

### Tottenham Hotspur
I augusti 2001 gick Keller tillbaka till England, men nu till Tottenham, på en free transfer. Efter att först ha agerat som andramålvakt bakom Neill Sullivan så tog han startplatsen och spelade samtliga matcher under 2002/2003 och 2003/2004. Under säsongen 2004/2005 blev Keller petad till förmån för Paul Robinson.
I november 2004 blev Keller utlånad till Southampton i en månad då två av Southamptons målvakter var skadade.

### Borussia Mönchengladbach
15 januari 2005 gick Keller gratis till Borussia Mönchengladbach. Kasey Keller spelade alla matcher som var kvar av säsongen och med sju hållna nollor hjälpte han till att rädda kvar klubben i Bundesliga. Till säsongen 2006/2007 blev han lagkapten, den andra amerikanen någonsin som varit lagkapten i Bundesliga (första var Claudio Reyna).

### Fulham
I augusti 2007 återvände Keller än en gång till England, då han skrev på för Fulham. Han var köpt som backup till Antti Niemi, dock skadades Niemi och Keller fick då rycka in. Dessvärre för Kasey Keller så blev även han skadad i oktober, en skada som höll honom bort till slutet av januari.

### Seattle Sounders
Kasey Keller återvände till USA när han 14 augusti 2008 skrev på för nystartade Seattle Sounders i MLS. Han spelade i klubbens första MLS-match någonsin, där han höll nollan. Kasey Keller satte även ett rekord när han höll nollan i 457 minuter innan säsongens första baklängesmål kom mot Chicago Fire. Sin sista ligamatch i karriären gjorde Keller 15 oktober 2011 när Seattle Sounders vann med 2-1 mot San Jose Earthquakes efter mål av Sammy Ochoa och Fredy Montero.

## Internationell karriär
Kasey Keller gjorde landslagsdebut för USA i en match mot Colombia 4 februari 1990 och blev senare uttagen som reservmålvakt till Tony Meola i VM 1990.
Keller blev petad till VM 1994, men spelade två matcher under VM 1998 och USA:s samtliga tre matcher under OS 1996.
Under större delen av sin karriär har Kasey Keller kämpat om platsen som förstamålvakt i landslaget med Brad Friedel, som han blev petad av under VM 2002.
Till VM 2006 blev Keller tillsammans med Claudio Reyna de första att bli uttagna till fyra världsmästerskap för USA. Väl där spelade Keller USA:s tre gruppspelsmatcher och blev dessutom utsedd till matchens lirare i mötet med Italien.
Kasey Keller blev även den första mannen att få priset US Soccer Athlete of the Year tre gånger.

## Meriter

### Klubblag
Leicester City
- Engelska Ligacupen: 1997

Seattle Sounders
- Lamar Hunt US Open Cup: 2009, 2010, 2011

### Landslag
USA
- CONCACAF Gold Cup: 2002, 2005, 2007

### Individuellt
- US Soccer Athlete of the Year: 1997, 1999, 2005
- Årets målvakt i MLS: 2011